# Christopher Telo
Christopher Rasmus Nilsson Telo (Londra, 4 novembre 1989) è un ex calciatore svedese, di ruolo difensore o centrocampista.

## Carriera

### Club

#### IFK Norrköping
Dopo aver giocato, a livello giovanile, per il Kimstad GoIF, Telo è passato all'IFK Norrköping. Con questa maglia, in data 5 maggio 2008 ha avuto l'opportunità di esordire in Allsvenskan, subentrando a Mikael Blomberg nel pareggio per 0-0 maturato sul campo del GAIS. Il 9 novembre successivo ha trovato il primo gol nella massima divisione locale, nel successo casalingo per 5-2 sull'Hammarby. Al termine di quella stessa annata, l'IFK Norrköping è retrocesso in Superettan.
Telo ha contribuito alla promozione arrivata al termine del campionato 2010, tornando così a calcare i campi dell'Allsvenskan a partire dall'annata successiva. L'IFK Norrköping si è aggiudicato il campionato 2015 e la Supercupen dello stesso anno.
In virtù di questi risultati, in data 13 luglio 2016 ha avuto l'opportunità di esordire nelle competizioni europee per club: è stato infatti schierato titolare nella sconfitta per 3-1 maturata sul campo del Rosenborg, sfida valida per l'andata del secondo turno di qualificazione alla Champions League 2016.

#### Molde
Il 28 luglio 2017, i norvegesi del Molde – militanti in Eliteserien, massimo livello del campionato – hanno annunciato l'ingaggio di Telo, che si è legato al nuovo club con un contratto valido fino al 31 dicembre 2020. Ha esordito in squadra il 17 settembre, subentrando a Mathias Normann nella vittoria per 2-3 arrivata sul campo del Viking. Ha disputato 2 partite nel corso di questa porzione di stagione in squadra. In due anni totali di permanenza in Norvegia, tuttavia, ha finito per collezionare complessivamente solo cinque presenze in campionato ed altrettante in coppa nazionale, prima di essere ceduto.

#### Ritorno all'IFK Norrköping
Il 27 luglio 2019, Telo ha ufficialmente lasciato il Molde per tornare a far parte dell'IFK Norrköping, squadra con cui in precedenza aveva trascorso buona parte della propria carriera.

### Nazionale
Ha giocato nella nazionale svedese Under-19.

## Statistiche

### Presenze e reti nei club
Statistiche aggiornate al 28 novembre 2017.
| Stagione              | Club                  | Campionato            | Campionato | Campionato | Coppe nazionali | Coppe nazionali | Coppe nazionali | Coppe continentali | Coppe continentali | Coppe continentali | Supercoppe | Supercoppe | Supercoppe | Totale | Totale |
| Stagione              | Club                  | Comp                  | Pres       | Reti       | Comp            | Pres            | Reti            | Comp               | Pres               | Reti               | Comp       | Pres       | Reti       | Pres   | Reti   |
| --------------------- | --------------------- | --------------------- | ---------- | ---------- | --------------- | --------------- | --------------- | ------------------ | ------------------ | ------------------ | ---------- | ---------- | ---------- | ------ | ------ |
| 2007                  | IFK Norrköping        | S                     | 1          | 0          | CS              | ?               | ?               | -                  | -                  | -                  | -          | -          | -          | 1+     | 0+     |
| 2008                  | IFK Norrköping        | A                     | 12         | 1          | CS              | ?               | ?               | -                  | -                  | -                  | -          | -          | -          | 12+    | 1+     |
| 2009                  | IFK Norrköping        | S                     | 18         | 5          | CS              | 1+              | 0+              | -                  | -                  | -                  | -          | -          | -          | 19+    | 5+     |
| 2010                  | IFK Norrköping        | S                     | 19         | 3          | CS              | 1               | 0               | -                  | -                  | -                  | -          | -          | -          | 20     | 3      |
| 2011                  | IFK Norrköping        | A                     | 27         | 5          | CS              | 2               | 1               | -                  | -                  | -                  | -          | -          | -          | 29     | 6      |
| 2012                  | IFK Norrköping        | A                     | 18         | 0          | CS              | 5               | 1               | -                  | -                  | -                  | -          | -          | -          | 23     | 1      |
| 2013                  | IFK Norrköping        | A                     | 27         | 5          | CS              | 4               | 1               | -                  | -                  | -                  | -          | -          | -          | 31     | 6      |
| 2014                  | IFK Norrköping        | A                     | 28         | 0          | CS              | 5               | 0               | -                  | -                  | -                  | -          | -          | -          | 33     | 0      |
| 2015                  | IFK Norrköping        | A                     | 23         | 0          | CS              | 4               | 0               | -                  | -                  | -                  | SS         | 1          | 0          | 28     | 0      |
| 2016                  | IFK Norrköping        | A                     | 27         | 1          | CS              | 6               | 0               | UCL                | 2                  | 0                  | -          | -          | -          | 35     | 1      |
| gen.-lug. 2017        | IFK Norrköping        | A                     | 15         | 1          | CS              | 0               | 0               | UEL                | 3                  | 0                  | -          | -          | -          | 18     | 1      |
| Totale IFK Norrköping | Totale IFK Norrköping | Totale IFK Norrköping | 215        | 21         |                 | 28+             | 3+              |                    | 5                  | 0                  |            | 1          | 0          | 249+   | 24+    |
| lug.-dic. 2017        | Molde                 | ES                    | 2          | 0          | CN              | 0               | 0               | -                  | -                  | -                  | -          | -          | -          | 2      | 0      |
| Totale                | Totale                | Totale                | 217        | 21         |                 | 28+             | 3+              |                    | 5                  | 0                  |            | 1          | 0          | 251+   | 24+    |

## Palmarès

### Club
- Campionato svedese: 1

IFK Norrköping: 2015
- Supercoppa di Svezia: 1

IFK Norrköping: 2015